# 热带航空711航班
2025年4月17日一架由热带航空运营的热带航空711号班机从貝里斯科罗萨尔机场至约翰·格雷夫二世机场的航班因被劫机而降落至菲利普戈尔德森国际机场。

## 背景

### 飞机
热带航空711号班机由一架2018年制造的塞斯纳208执飞,注册编号：V3-HIG。

## 劫持
08:17(UTC-6)飞机起飞并前往目的地约翰·格雷夫二世机场，六分钟后飞机挂出应答机代码7700，随后飞机急转弯伯利兹海湾上空开始盘旋，一直到燃料耗尽才开始降落，但是此时劫机者开始使用刀刺伤乘客，一位拥有枪证的乘客开枪比击杀了劫机者。